# Nervi glossofaringi
El nervi glossofaringi és el novè parell cranial o nervi cranial IX. Surt del tronc de l'encèfal pels costats de la part superior del bulb raquidi, una mica per davant de la sortida del nervi vague. La divisió motriu del nervi glossofaringi s'origina de la placa basal del bulb raquidi embrionari, mentre que la divisió sensorial s'origina en la cresta neural cranial.

## Funcions
- Rep en general les fibres sensorials (tracte trigeminotalàmic ventral) de les amígdales, la faringe, l'orella mitjana i al terç posterior de la llengua.
- Rep fibres sensorials especials (gust) del 1/3 posterior de la llengua.
- Rep les fibres sensitives viscerals dels corpuscles carotidis, del si carotidi.[1]
- Aporta fibres parasimpàtiques de la glàndula paròtide a través del gangli òtic (De: nucli salival inferior - foramen jugular - nervi timpànic (nervi de Jacobson) - nervi petrós menor - foramen oval - gangli òtic (sinapsis de les fibres parasimpàtiques preganglionars, per iniciar les fibres parasimpàtiques postganglionars) - nervi auriculotemporal.[1]
- Proporciona fibres motores al múscul estilofaringi, l'únic component motor d'aquest nervi cranial.
- Contribueix al plexe faringi.